# Förare

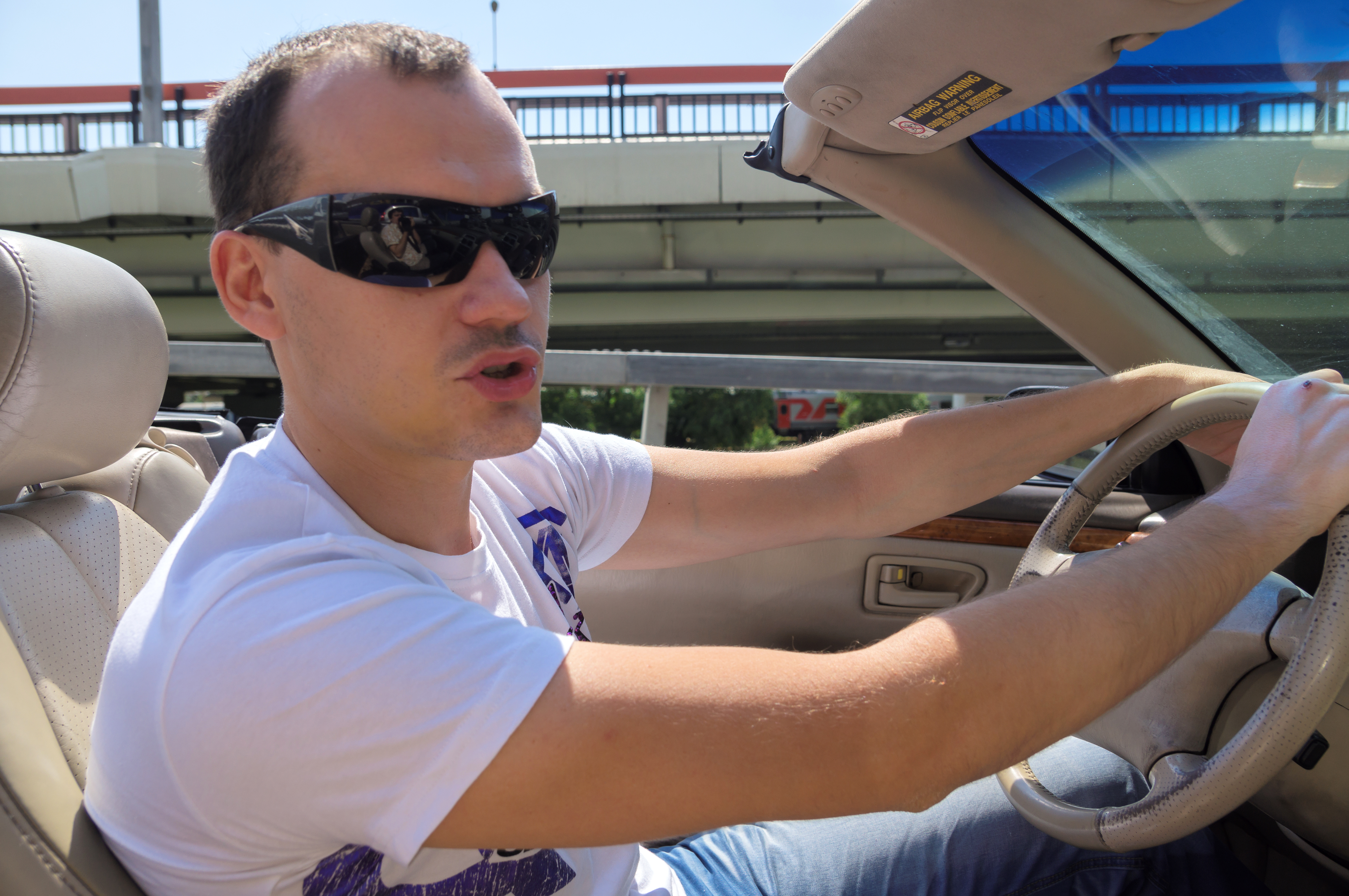
En förare av en sportbil.

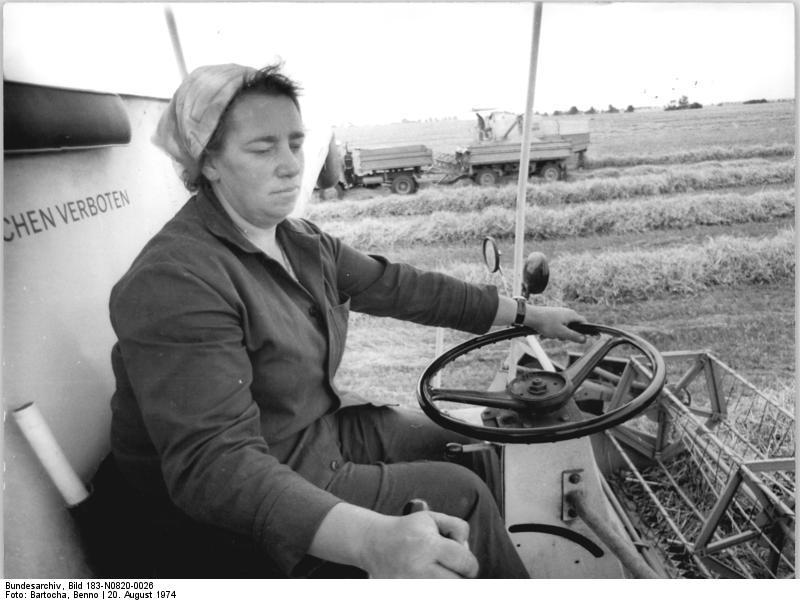
En förare av en skördetröska, 1974.

Förare en person som framför ett fordon. Den som är anställd för denna syssla kallas ibland chaufför. Med järnvägen från mitten av 1800-talet och framåt kom lokförare som kör tågen. Med bilismen från slutet av 1800-talet och början av 1900-talet och framåt kom bland annat busschaufför och taxiförare (även taxichaufför). I flygplan kallas förare pilot.
Inom sjöfart används förare i namnet på ett antal behörigheter att framföra båtar och mindre fartyg:
- Förarintyg för fritidsbåt: svenskt intyg för förare av fritidsbåt, ingen formell behörighet krävs
- internationellt förarbrev för fritidsbåt: internationellt intyg som ger olika behörighet i olika länder; ger i Finland bland annat rätt att vara befälhavare på nöjesfartyg (för mindre fritidsbåtar behövs ingen behörighet)
- Förarbrev för hyresbåt: finländsk behörighet att vara befälhavare på fritidsbåtar i kommersiell trafik registrerade att transportera högst 12 passagerare
- Förarbrev: finländsk behörighet att vara befälhavare på mindre fartyg (bruttodräktighet under 100) i skyddade vatten, det vill säga områden som inte direkt är utsatta för sjögång från öppna havet annat än på begränsade sträckor i inre skärgård
- Förarbrev för fiskefartyg (A och B): finländska behörigheter för befälhavare på mindre fiskefartyg (klass I och II)